# 竹内真二
竹内 真二（たけうち しんじ、1964年3月19日 - ）は、日本の政治家。公明党所属の参議院議員（2期）、経済産業大臣政務官兼内閣府大臣政務官兼復興大臣政務官。

## 経歴・人物
東京都葛飾区出身。現在は千葉県在住。早稲田大学政治経済学部卒業後、公明党入りし、同党機関紙である公明新聞記者となる。公明新聞では政治部長、編集局長などを歴任。公明新聞時代には党幹部の外遊に同行し、自ら記者兼カメラマンとして取材活動や記事の執筆を行っていた。
2016年7月10日に執行された第24回参議院議員通常選挙では、比例区にて公明党の候補者名簿に登載される形で立候補。この時は7489票を獲得し、名簿順第8位となったが、公明党の比例区当選者が7名までであったため、次点落選者となった。
しかし、2017年9月、前年の参議院議員選挙で公明党名簿1位当選であった長沢広明（第3次安倍第3次改造内閣復興副大臣）が自身の身辺に不適切な問題が発覚したことを理由として公明党を離党し、同時に復興副大臣及び参議院議員を辞職したため、公職選挙法の規定に則り竹内が10月12日に繰り上げ当選者となることが中央選挙管理会にて決定し、翌日の告示により参議院議員となった。7489票での当選は、参議院史上最低得票での当選記録である。任期中には公明党の遊説局長に就任した。
2022年7月10日に執行された第26回参議院議員通常選挙では、党内トップの43万6118票を獲得して再選された。
2024年11月13日、第2次石破内閣で経済産業大臣政務官兼内閣府大臣政務官兼復興大臣政務官に就任。

## 選挙歴
| 当落 | 選挙                     | 執行日         | 年齢 | 選挙区       | 政党   | 得票数     | 得票率 | 定数 | 得票順位 /候補者数 | 政党内比例順位 /政党当選者数 |
| ---- | ------------------------ | -------------- | ---- | ------------ | ------ | ---------- | ------ | ---- | ------------------ | ---------------------------- |
| 繰当 | 第24回参議院議員通常選挙 | 2016年07月10日 | 52   | 参議院比例区 | 公明党 | 7489票     | 0.09%  | 48   | /                  | 8/7                          |
| 当   | 第26回参議院議員通常選挙 | 2022年07月10日 | 58   | 参議院比例区 | 公明党 | 43万6118票 | 7.05%  | 50   | /                  | 1/6                          |